# ميناء طرابلس

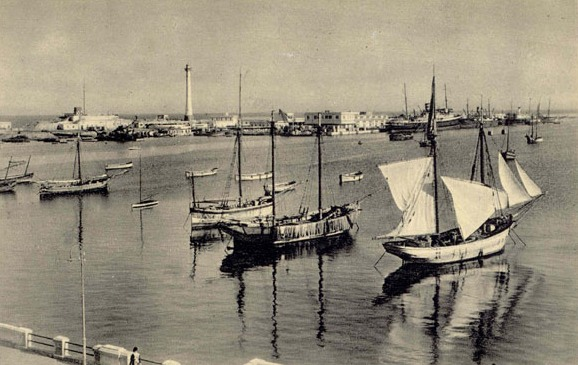
ميناء طرابلس وتبدو منارة الميناء القديمة في الربع الأول من القرن العشرين.

ميناء طرابلس البحري هو ميناء بحري يقع في مدينة طرابلس العاصمة الليبية على ساحل البحر المتوسط وهو أكبر الموانئ الليبية في التعاملات. وبه محطة متطورة الخدمات للركاب. تبلغ مساحة الميناء الإجمالية 4,000,000 متر مربع. تديره وتقدم له الخدمات منذ العام 1986 الشركة الاشتراكية للموانئ سابقاً والاسم الجديد الآن الشركة الليبية للموانئ ومقرها بمصراتة التي تدير كافة الموانئ التجارية الليبية.
يوجد بالميناء 27 رصيفا بينها 20 رصيفا للبضائع العامة، وثلاثة أرصفة للخدمات. وتبلغ القدرة الاستيعابية السنوية للميناء 4.500.000.000 مليون طن للوردية الواحدة. كما توجد به منارة يبلغ ارتفاعها 116 قدما من مستوى سطح البحر. وتعمل ليلاً بواسطة منظومة كهربائية ذات فرق جهد 220 فولت ومزوّدة بمصباح قوة 1000 وات، ويصل مدى الإضاءة إلى 16 ميل بحري.
و يتم تشغيله بواسطة الشركة الاشتراكية للموانئ سابقا
الاسم الجديد الشركة الليبية للموانئ.